# Gangbrekka
Gangbrekka (norwegisch für Durchgangssteig) ist ein Gebirgspass im ostantarktischen Königin-Maud-Land. In der Sverdrupfjella verläuft er zwischen dem Berg Jutulrøra und dem Gebirgskamm Brekkerista. 
Norwegische Kartographen, die ihn auch deskriptiv benannten, kartierten ihn anhand von Vermessungen und Luftaufnahmen der Norwegisch-Britisch-Schwedischen Antarktisexpedition (1949–1952) und Luftaufnahmen der Dritten Norwegischen Antarktisexpedition (1956–1960).